# آندراماسینا
آندراماسینا (به لاتین: Andramasina) یک منطقهٔ مسکونی در ماداگاسکار است که در آندراماسینا واقع شده‌است. آندراماسینا ۱۶٬۱۴۹ نفر جمعیت دارد.